# (5835) Mainfranken
(5835) Mainfranken est un astéroïde de la ceinture principale.

## Description
(5835) Mainfranken est un astéroïde de la ceinture principale. Il fut découvert le 21 septembre 1992 à Tautenburg par Freimut Börngen. Il présente une orbite caractérisée par un demi-grand axe de 3,21 UA, une excentricité de 0,14 et une inclinaison de 4,9° par rapport à l'écliptique.

## Compléments